# Marten von Barnekow
Marten von Barnekow   (Kronburg, 18 de març de 1900 - Hof, 29 de gener de 1967) va ser un genet alemany que va competir durant la dècada de 1930. Fou membre de les SS i la Wehrmacht.
El 1936 va prendre part en els Jocs Olímpics d'Estiu de Berlín, on va disputar dues proves del programa d'hípica. Guanyà la medalla d'or en la prova del concurs de salts per equips. Formà equip amb Kurt Hasse i Heinz Brandt. En el concurs de salts individual fou setzè. En ambdues proves muntà el cavall Nordland.